# Братская могила большевиков (Челябинск)

Братская могила большевиков — братское захоронение большевиков, участников гражданской войны на Урале. Первоначально захоронение было на главной площади города Челябинска — Площади Революции. В настоящее время братская могила находится на Митрофановском кладбище города. Объект культурного наследия регионального значения

## История

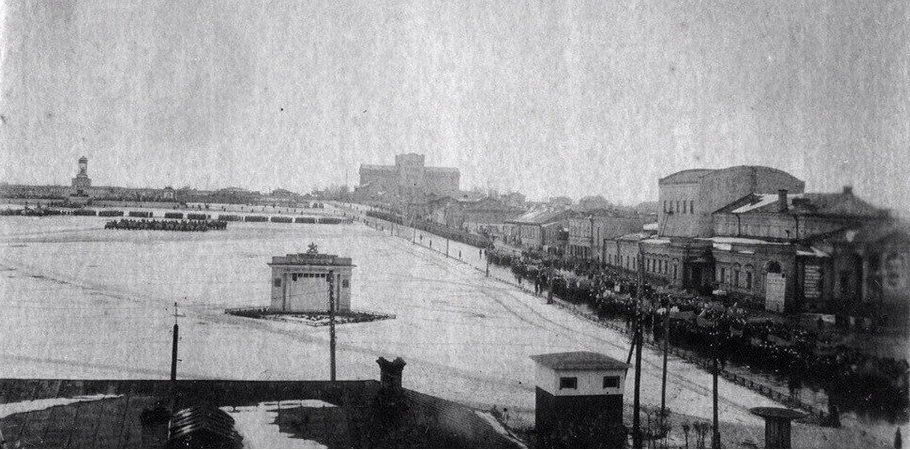
1940 год. Могила большевиков на площади Революции.

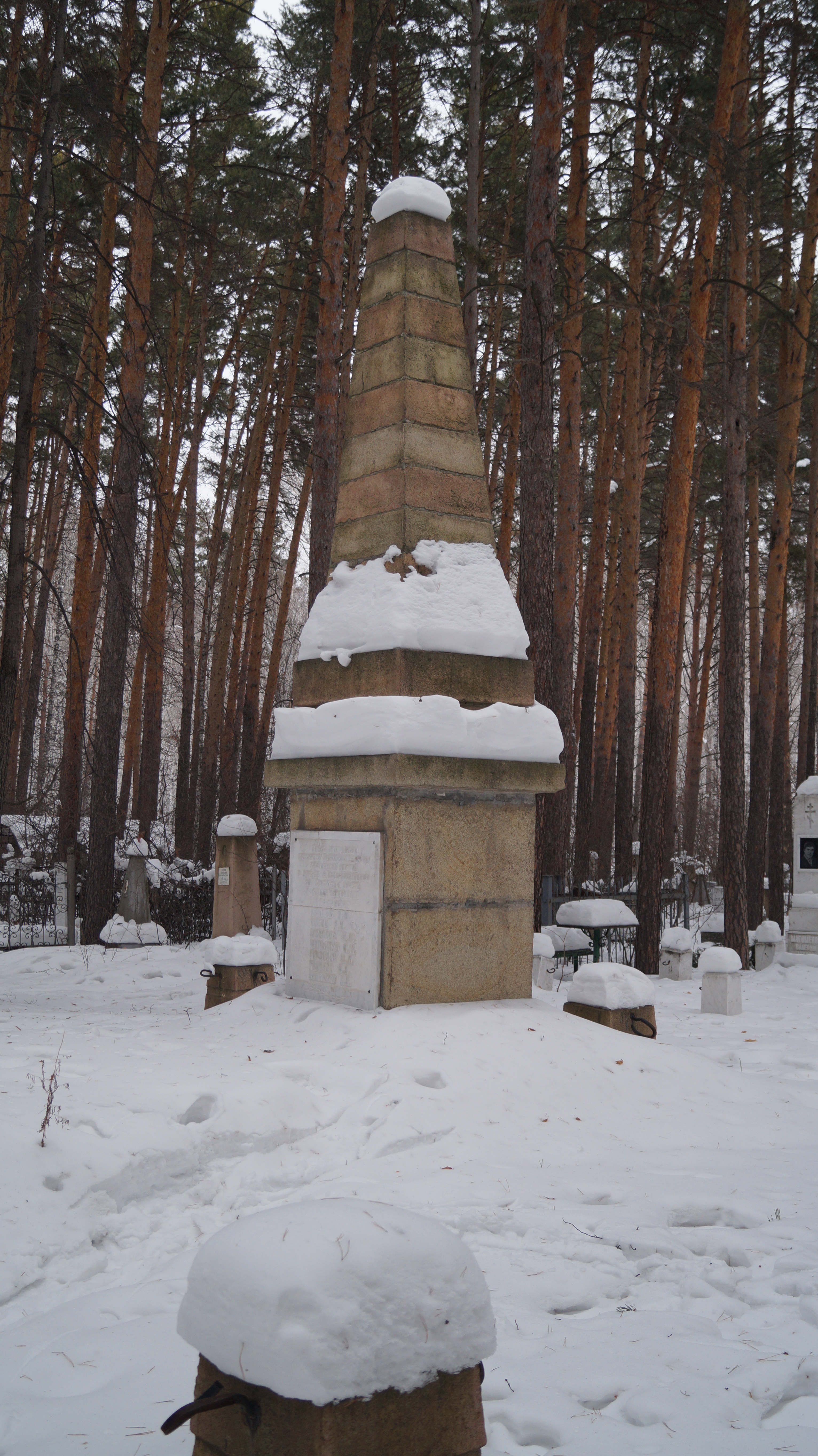
Памятник Лётчикам

С 1919 года у челябинских властей появились планы создать большевистский некрополь на одной из основных площадей города, по аналогии с некрополём у Кремлёвской стены в Москве. В челябинской газете «Степная коммуна» 28 октября 1919 появилась публикация, в которой сообщалось, что «2 ноября состоятся торжественные похороны товарищей, изрубленных белогвардейцами при отступлении из г. Челябинска». Местом погребения назначается Южная площадь, близ Народного дома. В указанный день похороны не состоялись, позднее та же газета опубликовала другое сообщение: «Красные похороны, назначенные на 2 ноября, отменяются». Первое захоронение на Южной площади, которая 1 мая 1920 года была переименована в площадь Революции, состоялось в августе 1920 года. При ликвидации голубой армии, действовавшей в то время на Урале, был убит член Челябинского ГубЧК Григорий Зимнох. Чекист Зимнох был захоронен на площади вблизи Народного дома и улицы Спартака. За первой могилой вскоре появилась ещё одна. Так же в августе 1920 года в торжественной обстановке состоялось погребение члена ГубЧК серба Михаила Грбанова, убитого в селе Бреды. Захоронения большевиков на площади Революции, близ Городского театра продолжились и далее, но точных данных о количестве погребенных в братских могилах нет. По данным Челябинских краеведов первые захоронения с площади были перенесены в 1926 году на Митрофановское кладбище, в связи с реконструкцией площади. Оставшееся захоронение представляло собой братскую могилу. В качестве надгробия выступала конструкция в виде стены, на которой были установлены памятные доски с фамилиями павших участников гражданской войны. По центру стены была смонтирована пятиконечная звезда. Возможно, это была временная конструкция. Решение об установке памятного обелиска на месте братских могил было принято в 1927 году. В июне 1927 года известная Челябинская газета Челябинский рабочий сообщает: 
Памятники намечено установить: один на братских могилах около Нардома, и второй – за Зелёным базаром, около могилы разбившегося лётчика... Каждый из проектируемых обелисков будет состоять из десяти камней – в честь десяти лет революции. На камнях обелисков высекаются надписи и годы революции, с 1917 по 1927 годы. Обелиски намечено построить из гранитных глыб розового и серого цвета...
 Памятники должны были быть приурочены к десятилетию Октябрьской революции, но если памятник красным военным лётчикам был успешно установлен в октябре 1927 года, то идея создания обелиска на могилах большевиков так и не была реализована. В 1929 году вопрос о надгробном памятнике поднимался повторно. Но по разным причинам, проект мемориала большевикам, погибшим в годы гражданской войны не был до конца реализован.
С конца 40-х годов XX века площадь Революции и проспект Ленина подвергаются кардинальной реконструкции, могилы в центре города в новый план градоустройства не входили. В 1950 году братские могилы с главной городской площади переносят на Митрофановское кладбище Челябинска. Вокруг могилы большевиков возникает своеобразный «красный» некрополь, кладбище в кладбище. В нём, начиная с 1950 года, хоронят только членов КПСС, видных участников гражданской войны, также здесь будет похоронена супруга Дмитрия Колющенко. Кладбище большевиков разделялось от основного кладбища забором. В 1953 году непосредственно на самой могиле большевиков появляется надгробный памятник. В торжественной обстановке состоялась установка памятника из известняка, на мраморной доске надгробия было выбито шесть фамилий: Каляев В. Ф., Чупин Я. И., Меховов М. Ф., Малышев И. М., Гербанов М. Л., Грязнов П. А. Фамилии чекиста Г. Зимноха, первого похоронено на площади Революции, на мемориальной доске не значилось. До настоящего времени (2017 год) доподлинного место погребения чекиста Зимноха не известно. По одной из версий бывший член ГубЧК похоронен в этой же братской могиле, по другой на большевистской части Митрофановского кладбища в отдельной могиле. В 1967 году мраморная доска на памятнике была заменена на другую, на которой значились уже семь фамилий, к существующим добавилась — Веденеев. В 1975 году памятник из известняка был заменён на памятник лётчикам, который с 1927 по 1959 годы был установлен вблизи от площади Революции, а с 1949 года по 1975 годы на лесном кладбище. Документальных подтверждений о дополнительном перезахоронении в 1975 году нет. Но по одной из версий Веденеев Николай Петрович лётчик, который и должен был быть погребён в могиле лётчиков (лётчика). По другой версии Веденеев Н. П. политкомиссар 1-го запасного полка Пятой Красной армии, умерший от тифа в Челябинском военном госпитале.
Надпись на памятной доске обелиска, установленной после 1975 года: 
Здесь похоронены участники Гражданской войны героически павшие в борьбе с белогвардейцами за Советскую власть в городе Челябинске товарищи: Каляев В. Ф., Чупин Я. И., Меховов М. Ф., Малышев И. М., Гербанов М. Л., Грязнов П. А., Веденеев Н. П.
Количество погребённых в братской могиле большевиков до настоящего времени (2017 год) доподлинно неизвестно. Так же неизвестны первоначальные места захоронения участников гражданской войны, за исключением М. Л. Грбанова, изначально похороненного в «красном Некрополе» возле Народного дома.

## Факты
- На действующей мемориальной доске обелиска содержится неточность: фамилия сербского коммуниста М. Грбанова выбита как «Гербанов».
- С 1990-х годов на территории большевистской части Митрофановского кладбища стали хоронить не только видных членов КПСС и ВКП(б), но и известных людей Челябинска. Так, например, прямо напротив братской могилы борцов за Советскую власть в 2015 был погребён челябинский хоккейный тренер В. К. Белоусов[3].